# Zalesie (gmina w powiecie sokólskim)
Zalesie – dawna gmina wiejska istniejąca do 1954 roku w woj. białostockim (dzisiejsze woj. podlaskie). Siedzibą gminy było Zalesie.
W okresie międzywojennym gmina Zalesie należała do powiatu sokólskiego w woj. białostockim. Po wojnie gmina zachowała przynależność administracyjną. Według stanu z dnia 1 lipca 1952 roku gmina składała się 13 gromad.
W 1927 roku wójtem był Dominik Bagan, w 1928 roku odznaczony Brązowym Krzyżem Zasługi za „zasługi w pracy samorządowej”. 
Gmina została zniesiona 29 września 1954 roku wraz z reformą wprowadzającą gromady w miejsce gmin. Jednostki nie przywrócono 1 stycznia 1973 roku po reaktywowaniu gmin.